# نو جونغ-غون
نو جونغ-غون (هانغل: 노종건) هو لاعب كرة قدم كوري جنوبي في مركز الوسط، ولد في 24 فبراير 1981 في سول في كوريا الجنوبية. لعب مع إنتشون يونايتد.

## وصلات خارجية
- نو جونغ-غون على موقع دوري كوريا الجنوبية (الإنجليزية)
- نو جونغ-غون على موقع Soccerway.com (الإنجليزية)